# Die in ein Weib verwandelte Katze

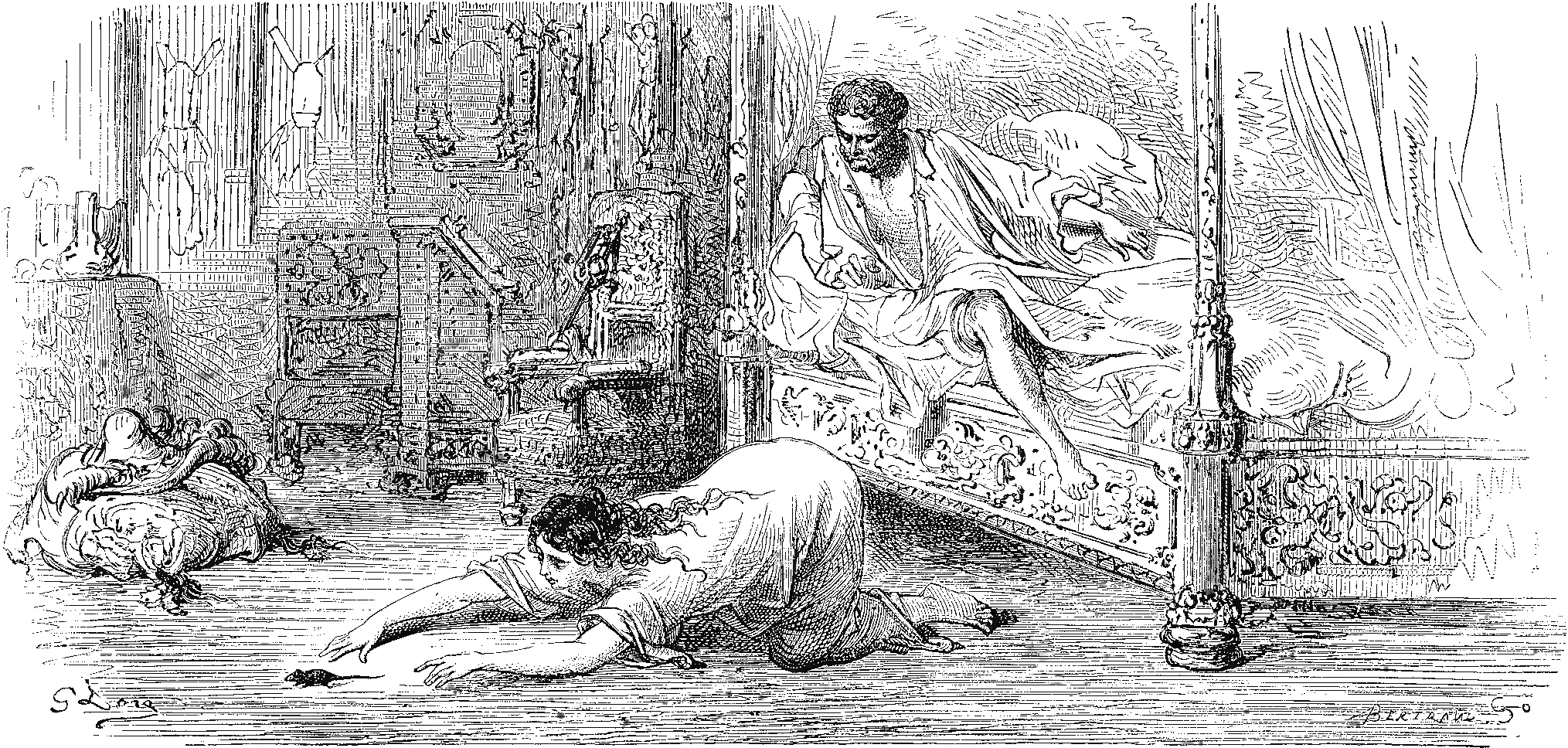
La chatte métamorphosée en femme

Die in ein Weib verwandelte Katze (französisch La Chatte métamorphosée en femme) ist die 18. Fabel im zweiten Buch der Fabelsammlung des französischen Dichters Jean de La Fontaine, die 1668 erstmals veröffentlicht wurde. Wie so oft, nutzte der Fabulist eine Fabel von Äsop als Quelle. 
La Fontaines drollige, aber tiefgründige Einsichten in die Frage, was es bedeutet, ein Mensch zu sein, haben dazu geführt, dass seine Fabeln von jeder Generation, seit er sie im 17. Jahrhundert verfasste, eifrig gelesen wurden.

## Inhalt
La Fontaine erzählt in seiner Version von einem Mann, dem es eine Freude war, die sanfte Schönheit seiner Katze zu sehen; ihr Miauen klang ihm süß und weich, wie nur Miauen klingen konnte. Durch seine Tränen, Gebete und Zauber gelang es dem Liebhaber schließlich die Katze in eine Frau zu verwandeln, die er sofort heiratete. Der schwarzgallige Ehemann (son hypocondre de mari) gestand ein, dass seine Liebe vor ihrer Verwandlung nur „vorübergehend lieb“ war, aber als „das Tier zur Frau wurde“, er eine „brennende Lust“ trug, und er „verhätschelte, streichelte sie und sie ihn“. Alles war gut, bis ein paar Mäuse auf der Strohmatte auftauchten und die Katzenfrau sie zu erbeuten versuchte. Die Mäuse entkamen ihr, doch sie tauchten bald wieder auf, denn die katzenunähnliche Gestalt beeindruckte sie nicht mehr.

## Analyse
La Fontaines Moral scheint aufs Erste simpel zu sein: die Natur obsiegt. Vordergründig hat die Fabel zwei Hauptcharaktere, den Ehemann, der seine Katze verwandelt hat, und seine Katzenfrau, welche die Hochzeitsnacht stört, weil sie Mäuse jagt. Doch der Erzähler schwenkt am Ende der Geschichte gänzlich weg von den beiden, und in einem ausführlichen Epimythion über die Kraft der Natur, schlechte Gewohnheiten aller Art ab einem gewissen Alter, die man weder aussperren noch einem rausprügeln kann, scheint eine dritte Person zugegen zu sein. Durch die Beschreibung eines rustikalen Interieurs (Mistgabeln, Steigbügel, ein Krug, Stoff, Fenster und eine Tür), in dem sich der Mann mit seiner Katze aufhält, die sexuellen Gelüste des Protagonisten und schließlich die Mäusejagd lenkt der Dichter die Aufmerksamkeit auf die Katzenfrau, die ihren Jagdinstinkt nicht unterdrücken kann und, statt mit ihrem Mann zu schlafen, sich auf die Lauer legt. Doch La Fontaine beschreibt den Mann als hypocondre, wahnsinnig vor Liebe, genauso wahnsinnig wie er davor in der Freundschaft war, sein Benehmen ist ein Fehler (l'erreur), er ist zügellos und irrational. Diese Charakterzüge treffen nicht auf die Katze zu, die nur ihren Instinkten folgt. Die in eine Frau verwandelte Katze ist nur Phantasie und der Mann entwickelt eine verrückte Besessenheit, er will nicht aufgeben, sondern treibt das Geschehen bis zum bitteren Ende auf die Spitze, was letztendlich die versteckte Lehre der Fabel transportiert.
La Fontaine verwendete als Vorlage eine Fabel von Äsop (Das Wiesel und Aphrodite / Felis et Venus), wo die Frau aber wieder in eine Katze zurückverwandelt wird und die Moral dem Sprichwort „Die Katze lässt das Mausen nicht“ entspricht.

## Rezeption

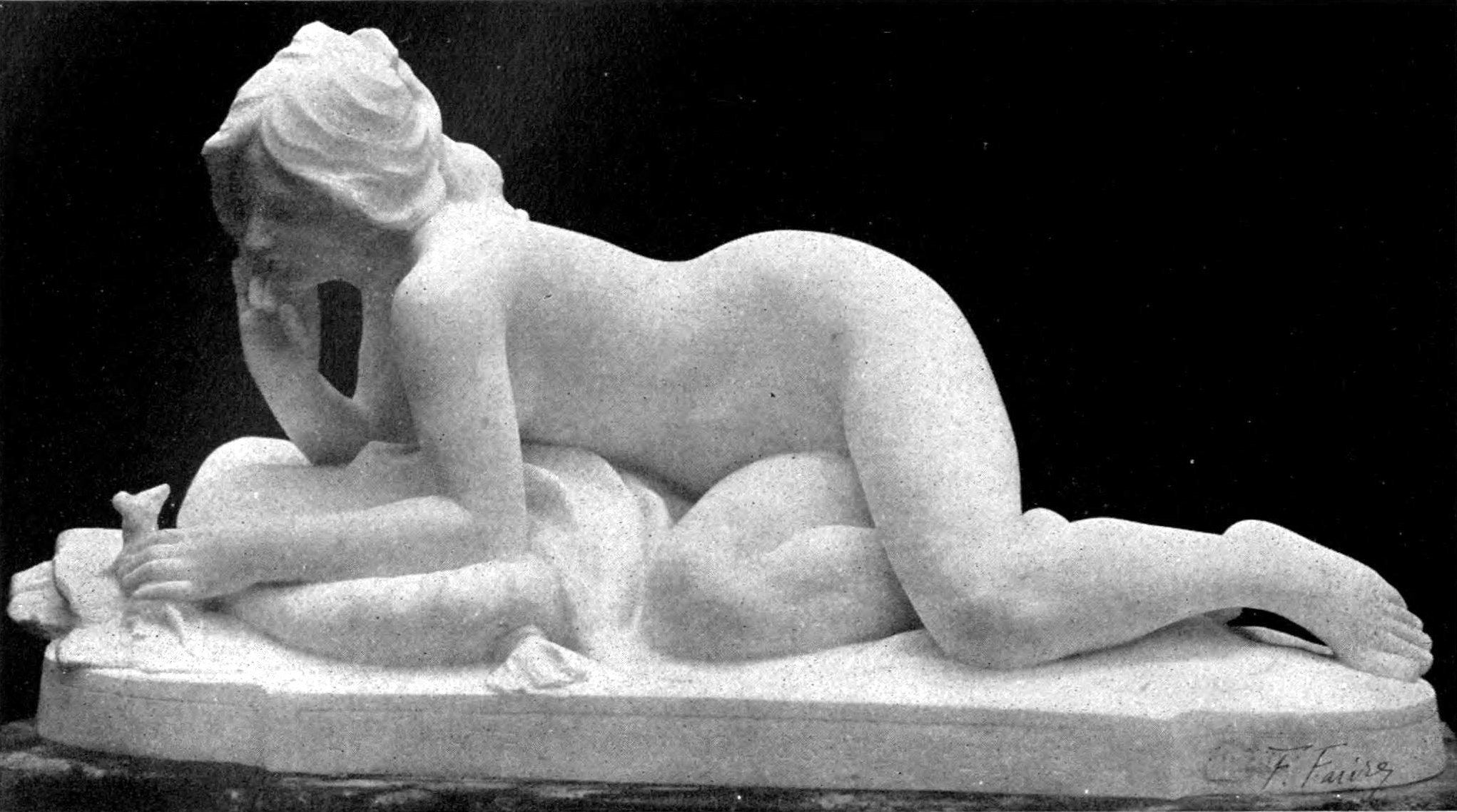
La Chatte métamorphosée en femme (Skulptur von Ferdinand Faivre)

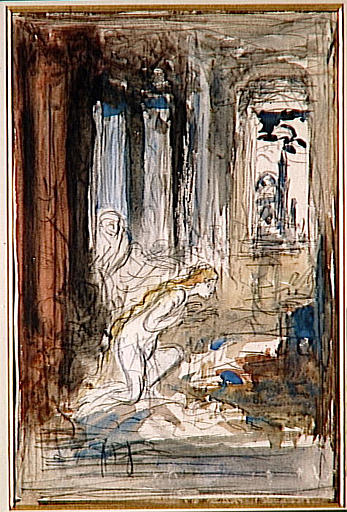
Bild von Gustave Moreau

Das Thema wurde mehrfach in der Kunst verwendet, so in der Oper Die verwandelte Katze, in der Bildhauerei oder in der Malerei. Marc Chagall malte ein Bild davon, sein Auftraggeber Ambroise Vollard glaubte, dass Chagall den gleichen ästhetischen Sinn wie La Fontaine habe – „gleichzeitig naiv und subtil, realistisch und fantastisch“.